# Dillon Francis
Dillon Francis (ur. 5 października 1987 w Los Angeles) – amerykański DJ, producent muzyczny i aktor pochodzenia amerykańsko-chorwackiego. Jego twórczość oscyluje głównie wokół gatunków trap, moombahton czy moombahcore.

## Życiorys
Dillon urodził się i dorastał w Los Angeles jako syn Roberta Drew Francisa i amerykańskiej Serbko-Chorwatki urodzonej w Jugosławii na terenie dzisiejszej Chorwacji. Przygodę z muzyką rozpoczął jako nastolatek, jednak pierwsze oficjalne wydanie, bez przyjętego pseudonimu, lecz po prostu jako Dillon Francis, wydał w 2010 roku. Francis ma na koncie współpracę z wieloma amerykańskimi wytwórniami, najwięcej produkcji wydał w Mad Decent, labelu należącym do Diplo oraz Dim Mak, Steve’a Aokiego. W studiu zasiadał już m.in. z Calvinem Harrisem, A-Trakiem czy Diplo. 22 października 2014 do sklepów muzycznych trafi jego debiutancki album pt. Money Sucks, Friends Rule, którego pierwszym promującym singlem jest utwór Get Low powstały we współpracy z Francuzem DJ-em Snakiem.

### Życie prywatne
Francis ma podwójne, amerykańsko-chorwackie obywatelstwo. Podczas kampanii wyborczej przed Wyborami prezydenckimi w listopadzie 2016 roku popierał kandydaturę Berniego Sandersa. Silnie krytykował także Donalda Trumpa publikując wiele krytycznych wypowiedzi na temat jego wygranej w dniu ukazania się wyników wyborów.

## Dyskografia

### LP
- 2014: Money Sucks, Friends Rule
- 2018: Wut Wut

### EP
- 2011: Westside
- 2011: Bossa Rocka
- 2012: Something, Something, Awesome.
- 2015: This Mixtape is Fire.
- 2019: Magic is Real

### Single
- 2011: „I.D.G.A.F.O.S.”
- 2011: „Beautician 2.0”
- 2011: „Music is Dead” (z Doctorem P)
- 2012: „Money Makin'” (z A-Trakiem)
- 2012: „Fiyah”
- 2012: „Masta Blasta”
- 2012: „Dill the Noise” (z Kill the Noise’em)
- 2012: „Epidemic” (z Jackiem Beatsem)
- 2012: „Bootleg Fireworks (Burning Up)”
- 2012: „Here 2 China” (Calvin Harris, Dillon Francis i Dizzee Rascal)
- 2012: „Someone to Die For” (Example i Dillon Francis)
- 2012: „Bootleg Fireworks (Burning Up)” (The Bebirth)
- 2013: „Messages” (z Simonem Lordem)
- 2013: „Flight 4555”
- 2013: „Without You” (z Totally Enormous Extinct Dinosaurs)
- 2013: „Messages (the Rebirth)” (z Simonem Lordem)
- 2013: „Without You (The Rebith)” (z Totally Enormous Extinct Dinosaurs)
- 2014: „Get Low” (z DJ-em Snakiem)
- 2014: „When We Were Young” (z Sultan + Nedem Shepard i The Chain Gang of 1974)
- 2014: „I Can’t Take It”
- 2014: „We Make It Bounce” (z Major Lazer i Stylo G)
- 2014: „Set Me Free” (z Martinem Garrixem)
- 2015: „Bun Up the Dance” (ze Skrillexem)
- 2016: „Need You” (z NGHTMRE)

### Remiksy
- 2010
  - DJ Fresh & Sigma – Lassitude (Dillon Francis Remix)
- 2011
  - Vaski – Spaceman (Dillon Francis Remix)
  - DWNTWN – Transition (Dillon Francis Remix)
  - Toodla T – Take it Back (Dillon Francis Remix)
  - HeavyFeet feat. Hannah T – Just Fall (Dillon Francis Remix)
  - Chris Brown feat. Busta Rhymes & Lil Wayne – Look at Me Now (Dillon Francis Remix)
  - Kito feat. Reija Lee – Broken Hearts (Dillon Francis Remix)
  - Chase & Status feat. Tinie Tempah – Hitz (Dillon Francis Remix)
  - Time Takers – She Blows (Dillon Francis Remix)
  - Cher Lloyd – Swagger Jagger (Dillon Francis Remix)
  - CSS – Hits Me Like a Rock (Dillon Francis Remix)
  - DJ Fresh feat. Sian Evans – Louder (Dillon Francis Remix)
  - Gym Class Heroes feat. Adam Levine – Stereo Harts (Dillon Francis Remix)
  - Calvin Harris – Feel So Close (Dillon Francis Remix)
  - Willy Joy – A Women Like Me (Dillon Francis Remix)
  - Kissy Sellout – Turn it On (Dillon Francis Remix)
  - Steve Aoki feat. Rivers Cuomo – Earthquakey People (Dillon Francis Remix)
  - Digitalism – Circles (Dillon Francis Remix)
  - Kill the Noise – Kill the Noise (Dillon Francis Remix)
  - Chuckie – Who is Ready to Jump? (Dillon Francis Remix)
- 2012
  - Sinden – Pull Up, Wheel Up (Dillon Francis Remix)
  - Clockwork – Hulk (Dillon Francis Remix)
  - Zedd feat. Heather Bright – Stars Come Out (Dillon Francis Remix)
  - Flux Pavillion feat. Example – Daydreamer (Dillon Francis Remix)
  - Steve Aoki feat. Blaqstarr & Kay – Control Freak (Dillon Francis Remix)
  - Madeon – Finale (Dillon Francis Remix)
  - Monsta & Kill Paris – Where Did I Go? (Dillon Francis Remix)
  - Nicky Romero feat. NERVO – Like Home (Dillon Francis Remix)
- 2013
  - Dada Life – So Young So High (Dillon Francis Remix)
  - Passion Pit – Carried Away (Dillon Francis Remix)
  - Justin Timberlake feat. Jay-Z – Suit & Tie (Dillon Francis Remix)
  - Oliver – Night is On My Mind (Dillon Francis Remix)
- 2014
  - Chromeo – Jealous (I Ain’t With It) (Dillon Francis Remix)
  - Madeon - Imperium (Dillon Francis Remix)
  - Daft Punk – Harder, Better, Faster, Stronger (Dillon Francis Remix)
  - Strange Talk – Morning Sun (Dillon Francis Remix)
  - Bigfoot – W&W (Dillon Francis Remix)
  - Deadmau5 – Some Chords (Dillon Francis Remix)
  - Galantis - Runaway (You & I) (Dillon Francis Remix)
- 2015
  - Zomboy - Nuclear (Dillon Francis Remix)
  - Disclosure - Omen (Dillon Francis Remix)
- 2016
  - GTA - Red Lips (Dillon Francis & Skrillex Rebirth)
  - DJ Snake - Propaganda (Dillon Francis Remix)
  - Tiesto & Oliver Heldens ft. Natalie La Rose - The Right Song (Dillon Francis Remix)
  - Galantis - No Money (Dillon Francis Remix)